# Sabin Egilior
Sabin Egilior (1968 - ) es un guionista y director de documentales español.
Egilior  ha realizado varios trabajos documentales sobre la guerra civil española y sus consecuencias.

## Biografía
Sabin Egilior nació en  Bilbao capital de la provincia de Vizcaya, en el País Vasco en España en el año 1968.  Se  licencio en Ciencias de la información en la Universidad del País Vasco donde cursó posteriormente un postgraduado en Escritura audiovisual y documental, diplomado en Estudios Avanzados en Análisis y realizó el doctorando. Es Doctor en Comunicación Social.
Trabajó  varios años como presentador y guionista en La 2 de TVE. En el año 2000 comienza a centrar su trabajo  en la realización de documentales para cine y televisión. La memoria histórica de la Guerra Civil es la temática a la que ha dedicado gran parte de su actividad, difundida a nivel internacional a través de documentales, conferencias y la tesis doctoral. Desde el año 2002 es responsable del archivo audiovisual de la memoria elaborado en la Sociedad de Ciencias Aranzadi en colaboración con la Consejería de Justicia del Gobierno Vasco. 

## Filmografía
CINE
- 2013 Camaradas 80´
- 2012 La casa de mi padre 52´
- 2009 El largo viaje 52´
- 2007 Tras un largo silencio 74´
- 2006 Udazkena oraindik 49´
- 2006 Sétimo día 55´
- 2004 El puente Vizcaya 12´
- 2003 67 años después 27´
- 2002 Gabriel Aresti luma zikina 25´

TELEVISIÓN
2016 Equipo de redacción ETB
2013 America Unique: La ruta 66
1997-99 Pc Adictos La 2 de TVE